# Lathraeodiscus arcticus
Lathraeodiscus arcticus är en svampart som beskrevs av Dissing & Sivertsen 1989. Lathraeodiscus arcticus ingår i släktet Lathraeodiscus och familjen Pyronemataceae.   Inga underarter finns listade i Catalogue of Life.